# Caixa Geral de Depósitos

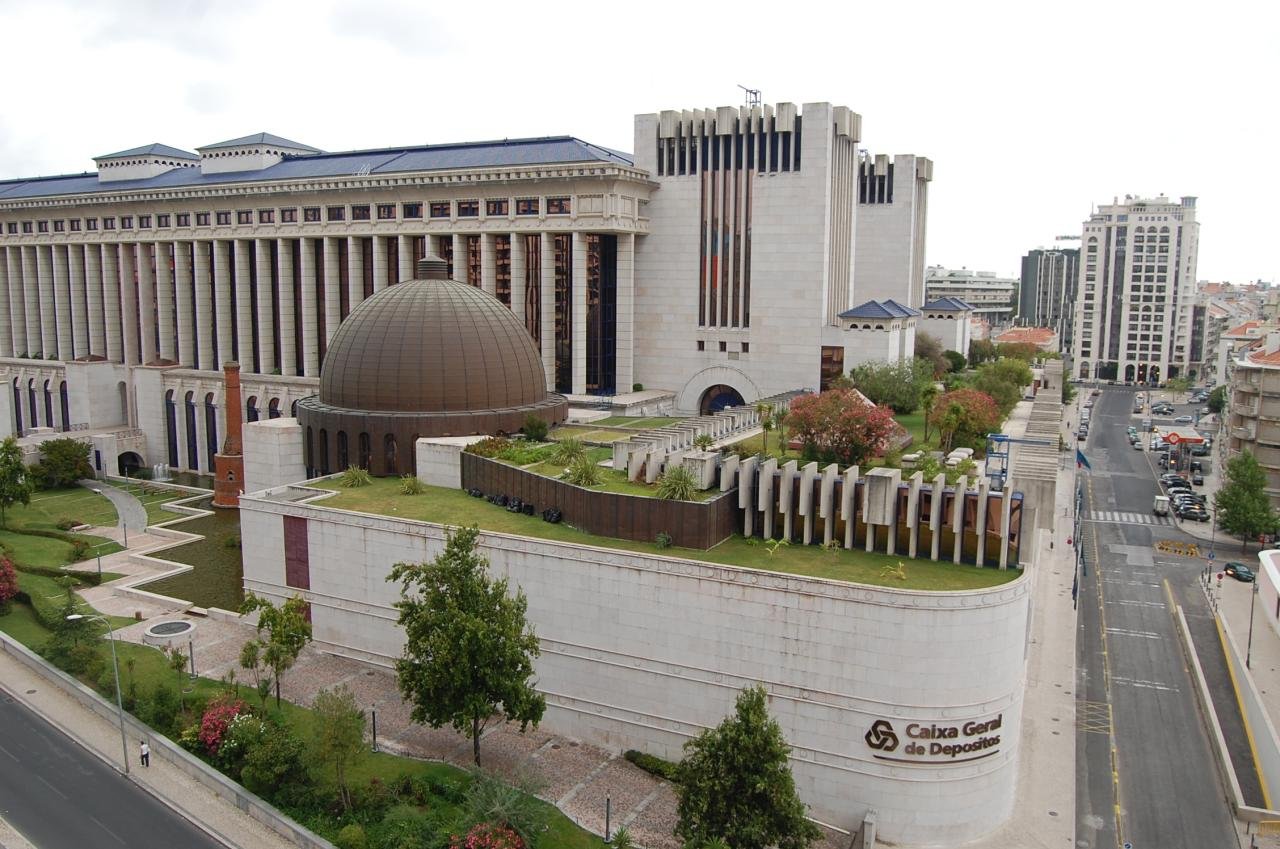
Sitz der CGD im Lissabonner Stadtteil São João de Deus

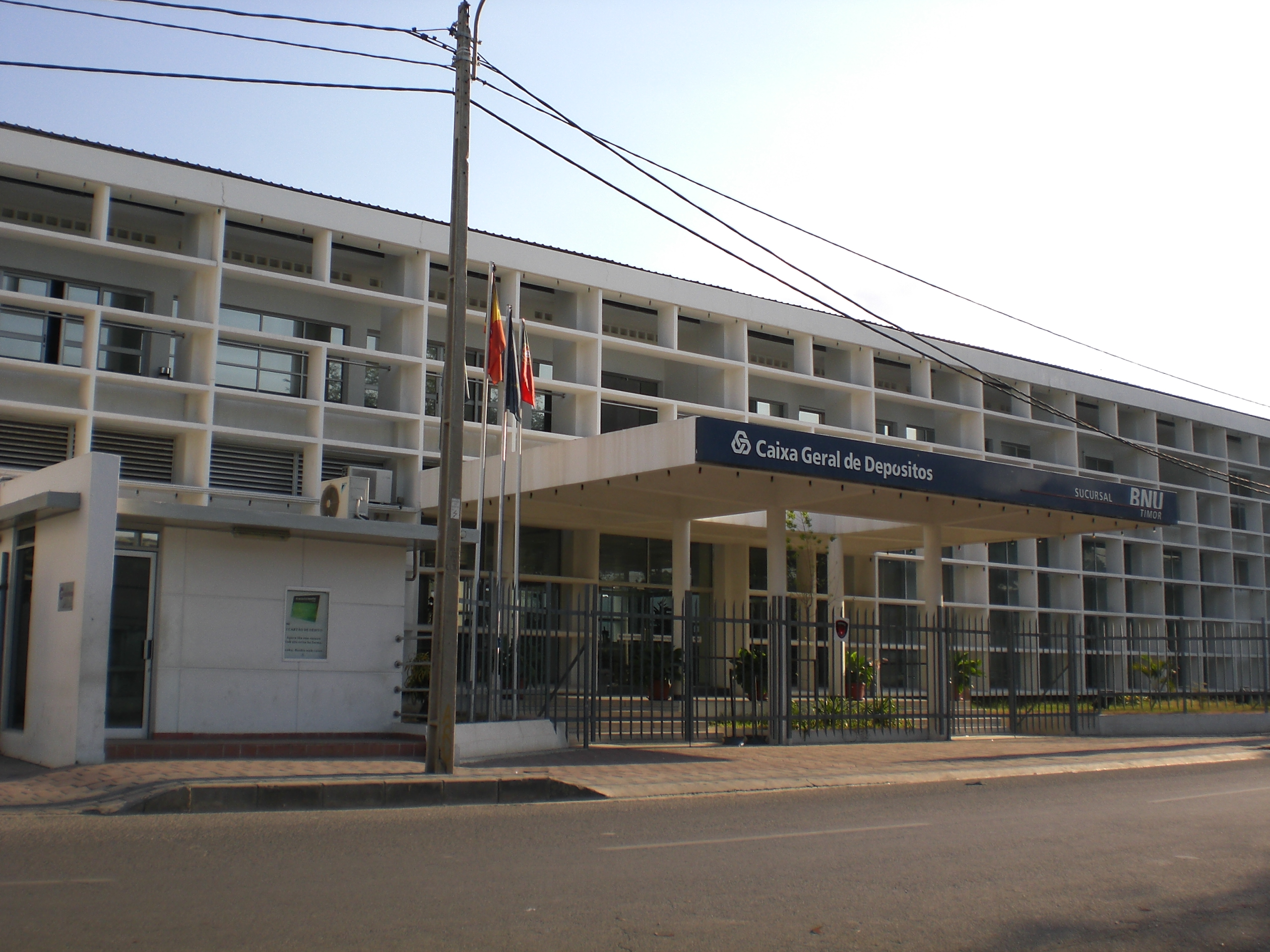
Filiale der CGD in Dili/Osttimor

Die Caixa Geral de Depósitos S.A., kurz CGD, ist die größte Bank Portugals und vergleichbar einer deutschen Sparkasse. Die Aktien befindet sich zu hundert Prozent im Eigentum des portugiesischen Staates. Der Sitz ist Lissabon.
Die deutsche Repräsentanz befindet sich in Berlin. Die Schweizer Geschäftsstelle ist in Genf.

## Geschichte
Die Bank wurde als Nachfolgerin der vom Marquês de Pombal gegründeten Depósito Público de Lisboa e Porto am 10. April 1876 durch Erlass der Regierung António Maria de Fontes Pereira de Melo gegründet. Als Vorbild gelten die französische Caisse des Dépôts et Consignations, gegründet 1816, und die belgische Caisse Générale d'Épargne et de Retraite, gegründet 1865. Der Geschäftszweck war zunächst nur der Einzug von gerichtlich angeordneten Geldstrafen und der Möglichkeit der Einlage kleiner Beträge der Bürger. Die Verwaltung erfolgte direkt vom damaligen Finanzministerium (Junta do Crédito Público).
Durch eine Reform im Jahre 1929 vom damaligen Finanzminister Salazar wurde die Kreditgewährung an Privatpersonen und den Staat ermöglicht.
Am 5. April 1969 wurde die Rechtsformänderung zu einer Empresa Pública, zu deutsch „öffentliches Unternehmen“, vollzogen und damit eine größere Unabhängigkeit von der Regierung ermöglicht. Durch eine Gesetzesänderung vom 20. August 1993 wurde die Rechtsform zu einer Sociedade Anónima (Aktiengesellschaft) geändert. Die Gesellschaft ist nicht börsennotiert. Alle Aktien befinden sich Staatseigentum. In dieser Rechtsform besteht die Bank bis heute. Durch die Rechtsformänderung wurde unter anderem der Zugang zum internationalen Kapitalmarkt erleichtert.
Im Jahre 2001 erfolgte die Fusion mit der BNU Banco Nacional Ultramarino S.A. Die 1864 gegründete BNU war zuvor eine selbständige staatliche Bank Portugals, die vornehmlich den Zahlungsverkehr zwischen den Kolonien und dem Mutterland abwickelte.

## Unternehmenskennzahlen
Die Bilanzsumme belief sich für das Geschäftsjahr 2013 auf 114,8 Milliarden Euro.
Der Gesamtkonzern beschäftigte 2014 15.896 Mitarbeiter.
Die Ratingagenturen bewerteten 2015 die Bank wie folgt:
- Standard & Poor’s: BB-
- Fitch Ratings: BB-
- Moody’s: B1

## Beteiligungen
Die CGD hält Beteiligungen an folgenden Unternehmen:

### Universalbanken
- Banco Caixa Geral (Spanien)
- Banco Nacional Ultramarino (Macau, Volksrepublik China)
- Banco Interatlântico (Kap Verde)
- Banco Comercial do Atlântico (Kap Verde)
- Banco Comercial de Investimentos (Mosambik)
- Mercantile Banc Holdings (Südafrika)
- Caixa Geral Dep - Subsidária Offshore Macau (Macao)
- Parbanca SGPS (Sociedade Gestora de Participações Sociais, Holding)

### Investitionsbanken
- Caixa Banco de Investimento
- Caixa Capital
- A Promotora (Kap Verde)
- Gerbanca SGPS
- Caixa Desenvolvimentos SGPS

### Spezialkredite
- Caixa Leasing e Factoring (Leasing)
- CREDIP - Instituição Financeira de Crédito
- BCI ALD (Mosambik)

### Versicherungen
- Fidelidade Mundial
- Imperio Bonança
- Multicare - Seguros de Saúde (Krankenversicherung)
- Garantia (Kap Verde)

Die Versicherungssparte wurde 2014 für 1 Mrd. Euro mehrheitlich (zu 80 %) an die chinesische Beteiligungsgruppe Fosun veräußert und firmiert seither als Fidelidade Companhia de Seguros.

## Ehrungen
Am 19. Mai 2012 wurde der Caixa Geral de Depósitos von Osttimors Staatspräsidenten José Ramos-Horta die Insígnia des Ordem de Timor-Leste verliehen.